# Szekszárdi-dombság
A Szekszárdi-dombság földrajzi kistáj, Tolna vármegye Szekszárd és Bonyhád között elterülő egyik változatos felszínformájú dombvidéke, amely a Dunántúli-dombság keleti peremén emelkedik. Nyugatról a Völgység, északról a Tolnai-hegyhát, keletről a Sárköz, délről pedig a Geresdi-dombság és a Baranyai-dombság határolja. 

## Földrajza

### Határai
A Szekszárdi-dombság határait a legtöbb esetben a természetes vízfolyások jól kijelölik. A legfontosabb ezek közül a Völgység-patak, amely közel a teljes keleti és északi határt kijelöli egészen a Sióig tartó torkolatáig, amely aztán a további határt alkotja egészen a Sárköz síkságáig. Keletről a dombság viszonylag meredeken szakad le a Duna völgyébe, itt a síkság kezdete jelenti a táj peremét. A déli határ szintén némileg problémás, mivel a Lajvér-patak és a Völgység-patak közötti terület összefügg a Geresdi-dombsággal, a geológiai határt viszont viszonylag jól követi a Dombóvár–Bátaszék-vasútvonal itt futó szakasza.

### Vízrajza
A dombság vize közvetetten jut el a közeli Dunába. A terület nyugati részének vizeit a 24 km hosszú Rák-patak a Völgységi-patakba vezeti, ami aztán a Sióba torkollik, és azon át jut a Dunába. A délkeleti terület vizeit a 41 km-es Lajvér-patak vezeti le, ami aztán Bátánál a Szekszárd–Bátai-főcsatornába torkollik, onnan pedig a Dunába. Periodikusan előforduló magasvizek tavasszal, kisvizek ősszel jellemzőek, de a patakok vízhozama kiadós nyári záporok idején is jelentősen megnőhet. A terület szurdikaiban és völgyeiben ilyenkor jelentős lehet a villámárvizek veszélye, ezek már halálos áldozatot is követeltek.
Az 5 ha-nál nagyobb kiterjedésű nyílt víz-,ill. vizenyős, mocsaras felszínek aránya 1,2%. A táj legnagyobb állóvizei mesterséges eredetűek: a legnagyobb a Szálkai-víztározó (57 ha), valamint a Rák-patak duzzasztásával létrehozott két halastó Ladomány mellett, és a Sötétvölgyi horgásztó. A szintén a patakon található Mőcsényi-halastó (24 ha) már a Geresdi-dombság területére esik, és a Bonyhád, Kakasd és Zomba hármashatárán található tavak sem sorolhatóak be egyértelműen.
A talajvíz általában 4-6 m mélységben található, és a magas kalcium-hidrogén-karbonát tartalma miatt nagyon kemény (25–35 nk°), és sok helyütt nitrátokkal szennyezett. Rétegvize számottevő, artézi kút azonban kevés létesült a területen, Szekszárd vízellátását is a Duna melletti ivóvízkutakból látják el.